# OPLS
OPLS (Optimized Potentials for Liquid Simulations) 力場は、ウィリアム・L・ジョーゲンセンによって開発された。

## 関数形式
OPLS力場の関数形式は、AMBERのものと非常に似ている。
{\displaystyle {\begin{aligned}E\left(r^{N}\right)&=E_{\mathrm {bonds} }+E_{\mathrm {angles} }+E_{\mathrm {dihedrals} }+E_{\mathrm {nonbonded} }\\E_{\mathrm {bonds} }&=\sum _{\mathrm {bonds} }K_{r}(r-r_{0})^{2}\\E_{\mathrm {angles} }&=\sum _{\mathrm {angles} }k_{\theta }(\theta -\theta _{0})^{2}\\E_{\mathrm {dihedrals} }&={\frac {V_{1}}{2}}\left[1+\cos(\phi -\phi _{0})\right]+{\frac {V_{2}}{2}}\left[1-\cos 2(\phi -\phi _{0})\right]+{\frac {V_{3}}{2}}\left[1+\cos 3(\phi -\phi _{0})\right]+{\frac {V_{4}}{2}}\left[1-\cos 4(\phi -\phi _{0})\right]\\E_{\mathrm {nonbonded} }&=\sum _{i>j}f_{ij}\left({\frac {A_{ij}}{r_{ij}^{12}}}-{\frac {C_{ij}}{r_{ij}^{6}}}+{\frac {q_{i}q_{j}e^{2}}{4\pi \epsilon _{0}r_{ij}}}\right)\end{aligned}}}
結合則{\displaystyle A_{ij}={\sqrt {A_{ii}A_{jj}}}} および  {\displaystyle C_{ij}={\sqrt {C_{ii}C_{jj}}}}が適用される。
分子内非結合相互作用{\displaystyle E_{\mathrm {nonbonded} }}は3結合以上離れた原子についてのみ考慮される。1,4-相互作用は「fudge factor」{\displaystyle f_{ij}=0.5}、そうでなければ{\displaystyle f_{ij}=1.0}によって縮小される。全ての相互作用部位は原子の中心にあり、孤立電子対はない。

## パラメータ化
複数のOPLSパラメータ群が発表されている。OPLS-ua (united atom) は、炭素パラメータ中に炭素結合の隣の水素原子を近似的に含み、シミュレーション時間を節約するために使うことができる。OPLS-aa (all atom) は、全ての原子をあらわに含む。より新しいパラメータ群には、その他の具体的な官能基や炭水化物といった分子の種類のためのパラメータが含まれている。水溶液中でのOPLSシミュレーションでは通常TIP4PあるいはTIP3P水模型が使われる。
OPLSパラメータの際立った特徴は、密度や気化熱といった液体の実験的性質と、加えて気相での結合角のねじれに合うように最適化されていることである。

## 実装
OPLS力場のリファレンス実装は、ジョーゲンセンによって開発されたBOSSおよびMCPROである。TINKERやGROMACS、PCMODEL、Abalone、HyperChem、LAMMPS、NAMDといったその他のパッケージもOPLS力場を実装している。